# Günther Zgubic
Günther Zgubic (* 17. Oktober 1949 in Pöls, Steiermark, Österreich) ist ein österreichischer römisch-katholischer Theologe, Diözesanpriester der Diözese Graz-Seckau und Menschenrechtsaktivist.

## Leben
Nach Absolvierung seiner Schulausbildung und der Ablegung der Reifeprüfung am Akademischen Gymnasium in Graz im Jahr 1968 studierte Zgubic in Graz Theologie und wurde 1975 von Bischof Johann Weber zum Priester geweiht.
Als Kaplan war er in Bad Radkersburg (1976–1980) und in Weiz (1980–1988) tätig.
1988 verließ er, nach eigenen Worten, die Wohlstandsgesellschaft und begab sich nach Brasilien, um dort im Bistum Campo Limpo, in der Nähe von São Paulo, solidarisch zu leben. Er gründete hier ein Menschenrechtszentrum und initiierte eine Fülle von Bildungsprojekten. Mit diesen Projekten brachte er den etwa 10.000, meist jugendlichen, Obdachlosen eine neue Lebensperspektive. Erwähnenswert ist auch sein Engagement für AIDS-Kranke und Prostituierte. Durch diese Arbeit kam er auch mit Häftlingen in Kontakt.
Seit 1997 arbeitete er in der Gefängnisseelsorge. Er entschloss sich, die Übergriffe und Misshandlungen der Häftlinge zu dokumentieren. Über 2000 Fälle brachte er bis 2006 bei staatlichen und internationalen Behörden zur Anzeige. Auf sein Betreiben hin wurde der „Folterbericht Brasilien“ initiiert und an die UNO übermittelt. In dieser Zeit vernetzte er seine Menschenrechtsaktivitäten international und gründete „Christen gegen Folter, ACAT Brazil“. Gemeinsam mit Amnesty International und Human Rights Watch startet er Aktionen gegen die Folter in den brasilianischen Gefängnissen und Polizeistationen.
Im November 2002 wurde Zgubic von der brasilianischen Bischofskonferenz mit der Gesamtleitung der Gefängnisseelsorge betraut.
Nach zweiundzwanzigjähriger Tätigkeit in Brasilien kehrte Zgubic im Jahr 2011 nach Österreich zurück und geht nach einer Erholungsphase mittlerweile wieder seiner priesterlichen Tätigkeit als Caritas-Seelsorger in der Diözese Graz-Seckau nach. Als sein Nachfolger wurde Padre Valdir João Silveira von der brasilianischen Bischofskonferenz eingesetzt.

## Auszeichnungen
2001 erhielt Zgubic den Menschenrechtspreis des Landes Steiermark und im November 2005 von der Katholischen Männerbewegung Steiermark im Rahmen eines Menschenrechtsballs den Erzbischof-Oscar-Romero-Preis. Im Jahr 2008 wurde Zgubic mit dem brasilianischen Menschenrechtspreis ausgezeichnet.